# قطعه مداری آکسیوم
قطعه مداری آکسیوم یا قطعه آکسیوم (یا AxS) اجزای مدولار برنامه‌ریزی‌شده ایستگاه فضایی بین‌المللی (ISS) هستند که توسط آکسیوم اسپیس برای فعالیت‌های فضایی تجاری طراحی شده‌اند. آکسیوم اسپیس در ژانویه ۲۰۲۰ تأییدیه اولیه ناسا را برای این پروژه دریافت کرد. آکسیوم اسپیس بعداً در ۲۸ فوریه ۲۰۲۰ توسط ناسا این قرارداد را دریافت کرد. این ایستگاه مداری از ایستگاه فضایی بین‌المللی جدا می‌شود تا پس از منحل‌شدن ایستگاه فضایی، به ایستگاه فضایی مدولار خود، ایستگاه آکسیوم تبدیل شود.